# Ваглер, Иоганн Георг
И́оганн Гео́рг Ва́глер (нем. Johann Georg Wagler; 28 марта 1800, Нюрнберг — 23 августа 1832, Мозах) — немецкий зоолог и герпетолог.
Он был ассистентом знаменитого естествоиспытателя Иоганна Баптиста фон Спикса, после смерти которого в 1826 году стал директором зоологического музея Мюнхенского университета Людвига-Максимилиана. Он работал над обширным материалом, который привёз из Бразилии Иоганн Баптист фон Спикс (1781—1826), а в 1832 году написал «Monographia Psittacorum», в котором содержится научное описание ара Спикса. В 1827 году был избран экстраординарным членом Баварской академии Наук. 23 августа 1832 года в Мозахе (Мюнхен) в возрасте 32 лет Иоганн Георг Ваглер скончался от огнестрельного ранения, которое он причинил сам себе неосмотрительно при сборке оружия.

## Труды
- Monographia Psittacorum (1832)
- Serpentum Brasiliensium (1824)
- Descriptiones et Icones Amphibiorum (1828—1823)